# Festival Omladina
Festival Omladina, glazbeni festival neafirmiranih mladih glazbenika koji se održava u Subotici. Na njemu se izvode skladbe širokog glazbenog raspona, gitaristička glazba, od pop-glazbe, rocka, heavy metala, ska, regaea, punka i tako dalje. Mnogim je mladim glazbenicima bio odskočna daska u daljnjoj karijeri. Održavao se svake godine počevši od 1961  godine sve do 1990. godine. Prvi službeni naziv bio je Festival mladih kompozitora i izvođača Omladina. Slijedila je stanka, nakon čega je 2012. opet zaživio te se održava i danas. Festival isprve nije privukao pozornost šire javnosti, no kvalitetni mladi neafirmirani glazbenici najbolje su iskoristili pruženo i festival je reputacijom došao na razinu afirmiranih glazbenih festivala na kojima su nastupale domaće glazbene zvijezde. Danas na njemu na natjecateljskim i revijalnim večerima nastupaju sastavi većinom iz Srbije, ali i iz iz susjednih država. 2018. godine održan je 37. festival.
Festival se održao na raznim lokacijama: Stadion malih sportova, u prostorijama HKC "Bunjevačko kolo" i dr. Organizatori su bili razni. Prvi je festival održan na inicijativu dvojice glazbenih zanesenjaka, Josipa Kovača i Aleksandra Jančikina. Uz pomoć Klare Bašić u okviru Omladinskog kulturno-umjetničkog društva Mladost organizirali su festival za mlade i neafirmirane glazbenike iz cijele ondašnje Jugoslavije. Zadnjih nekoliko godina organizira ga Kancelarija za mlade.

## Vanjske poveznice
- (srp.) Festival Omladina  Arhivirana inačica izvorne stranice od 29. prosinca 2018. (Wayback Machine)
- (srp.) Facebook
- (srp.) Subotica.com